# Two Steps from Hell
Two Steps from Hell (トゥー・ステップス・フロム・ヘル) は、2006年にトーマス・バーガーセンとニック・フェニックスによって設立されたアメリカ合衆国のカリフォルニア州ロサンゼルス市に拠点を構えるプロダクション・ミュージックレーベルである。
主にトレーラー・ミュージックやメディアで使用するための楽曲などを手がけ、『ハリー・ポッターシリーズ』や『パイレーツ・オブ・カリビアン』、『X-メン』など様々な映画の予告編へ楽曲を提供してきた。一般に向けてもアルバムをリリースしており、ビルボードで数多くのヒットチャートにランクインしている他、YouTube上でのMVの再生回数は1億回を突破しているものも存在する。

## 概要
長時間に渡り作曲されることの多いオーケストラをあえて2〜5分程度の長さで作曲し、なおかつ本来のオーケストラに匹敵するほどの荘厳さを出すといった手法により世界的にヒットしている。本来であればあまり日の目を見ることのないトレーラー・ミュージックを一般に広めた先駆的なアーティストであり、Two Steps from Hellが一般へアルバムを発売して以降、他のアーティストもアルバムを一般へリリースすることが大半となった。近年では比較的長い曲も作曲されており、ソロ名義のアルバムでは一時間を超える楽曲もリリースされている。業界向けに作曲された楽曲はほぼ打ち込みによって作られているが、「Battlecry」以降に一般販売されているアルバム曲の多くは生演奏によって作られている。また、一部のアルバムにはメンバー以外のゲストによって作曲された楽曲も存在する。

## 略歴
2006年、トーマス・バーガーセンとニック・フェニックスがライブラリー・ミュージックを共同作曲するため、Two Steps from Hellを設立した 。バーガーセンは2003年にノルウェーのトロンハイムからアメリカ合衆国のロサンゼルスに移住していた 。2006年初頭、二人は会社を立ち上げ、数千以上の映画広告やテレビ広告などで使用するための楽曲を作曲した。ロンドンに生まれ、コネチカット州ニューヘイブンで育ったフェニックスは1997年から映画予告用の作曲の仕事を始め、ロサンゼルスで活動していた。
Two Steps from Hellは主にトレーラー・ミュージックを制作しているが、最近ではテレビ番組やゲームでも用いられている。映画の予告編用の音楽で成功を収めている会社ではあったが、2010年5月に商業用アルバム・「Invincible」がリリースされるまで楽曲は一般に出回ることはなかった。また、「Invincible」はそのような幾つかのアルバムの中で初めてiTunes Top 100 Soundtracksにランクインした。それ以降にリリースされた商業用アルバムの多くはビルボードでUS Billboard Classical Albumsにランクインしているが、唯一アルバムの中で「Battlecry」のみBillboard 200にランクインしている。
2014年9月30日にリリースされたアルバム・「Sun」はバーガーセンが手掛けた2作目のソロアルバムである。アルバムから試聴用のトラックとしてCryとSunがリリースされ、前者はバーガーセンの公式ホームページより入手可能である。
「Sun」の公式ミュージックビデオはYouTube上で公開され、サイン付きの限定特装版CDには追加の楽曲とトーマスのコメントが含まれ、また彼のアートワークを特集した大判のポスターが含まれるとFacebookで先行して発表された。
さらに、2014年7月、Two Steps from Hellは「Colin Frake on Fire Mountain」として知られる電子書籍をリリースした。そしてそれは、フェニックスによって執筆された75,000語の小説で、イラストはOtto Bjornikが担当する。また、原譜もサウンド・トラックのリリースを通して入手可能となっている他、一部の曲はアルバムとしてもリリースされている。続編として2017年4月に「Colin Frake: Asclepius」も書籍としてリリースされているが、サウンドトラックは書籍に付属されている音源でのみリリースされている。。
Two Steps from Hellのメインのグラフィックデザイナーはスティーブン・ギルモアである。彼は会社のロゴを含む、ほとんど全てのプロモーションや一般リリース用のアルバム・カバーの制作を手がけるが、例外として2008年に公開されたボックス・セットのアルバム・カバーはPaul Zeaiterによって制作された。さらに、バーガーセンのソロアルバム・「Illusions」はJesper Krijgsmanによってデザインされ、二作目の「Sun」のアートワークはトーマス自身によって制作された。

### 登場作品
以下、この会社の音楽が使用された作品である。
- 映画のトレーラー用ないしそれ以外： 『ハリー・ポッターと不死鳥の騎士団』、 『ハリー・ポッターと死の秘宝 PART1』、『ハリー・ポッターと死の秘宝 PART2』、 『スター・トレック イントゥ・ダークネス』、 『ダークナイト』、 『ザ・ファイター (2010年の映画)』、 『猿の惑星: 創世記』、 『トロン: レガシー』、 『アンナ・カレーニナ』、 『ノーカントリー』、 『2012』、 『キャプテン・アメリカ/ザ・ファースト・アベンジャー』、 『アベンジャーズ』、 『X-MEN:ファースト・ジェネレーション』、 『X-MEN:フューチャー&パスト』、 『パイレーツ・オブ・カリビアン/ワールド・エンド』、 『Super 8』、 『インセプション』、 『WORLD WAR Z』、 『ナルニア国物語/第3章: アスラン王と魔法の島』、 『リンカーン』、 『ウォーリー (映画)』、 『カールじいさんの空飛ぶ家』、 『エクリプス/トワイライト・サーガ』、 『ヒューゴの不思議な発明』、 『ザ・タウン』、 『プリースト』、 『プリンス・オブ・ペルシャ/時間の砂』、 『インターステラー』。
- ビデオゲーム用： 『バイオハザード6』、 『Mass Effect 2』、 『Mass Effect 3』、 『PlanetSide 2』、 『Killzone 3』、 『Star Wars: The Old Republic』、 『The Elder Scrolls Online』、 『League of Legends』、 『F1 2013』、『アサシン クリード IV ブラック フラッグ』。
- テレビ番組用： 『ブレイキング・バッド』[16]、 『ドクター・フー』、 『ゲーム・オブ・スローンズ』、 『Sherlock』、 『レボリューション』、 『Homeland』、 『ウォーキング・デッド』、 『スーパーナチュラル』、 『魔術師 MERLIN』、 『Deadliest Warrior』、 『Nathan for You』、ロンドンオリンピック (2012年)。 『ブリテンズ・ゴット・タレント』のエピソードにて、アルバム・「Archangel」と同名の楽曲が使用されている。「Nero」もまた、トップ・ギア（『The Perfect Road Trip』）で使用される。

### メディアでの使用
Two Steps from Hellの楽曲は、世界的なイベントからローカル・コンサートに及ぶ様々な場所で広く用いられている。
- 彼らの楽曲であるHeart of Courageは、UEFA EURO 2012の試合開始時や、ロンドンオリンピック (2012年)の決勝戦開幕時、また、マドリードにおける2011 World Youth Dayのプロモーションビデオなどに用いられた[17]。
- Invincibleはロンドンのロイヤル・アルバート・ホールでRoyal Marine Bandsによってライブ演奏された[18]。
- 2012年6月4日、iOSとAndroid用の公式アプリが発表され、その中には以前リリースされた「Demon's Dance」と呼ばれるコンピレーション・アルバムの19曲を含む。アプリは公式ツイッターのつぶやきを通して発表された[19][20]。専用アプリは2012年6月26日にiOS版が公式にリリースされ[21]、その翌日にAndroid版のリリースが続いた[22]。
- アメリカ人の体操選手のアリシア・サクラモーンはHeart of Courageを2011年の競技の時に他の楽曲と組み合わせて用いた。
- ウクライナ人の新体操選手であるアリーナ・マキシメンコ（英語版）はフープの演技にメドレーの曲を用い、彼女は2012年のロンドンオリンピックの新体操の個人総合決勝で6位になった。
- スイスの体操選手のGiulia SteingruberはLove and Lossを2013年の競技の時に用いた。
- アメリカズ・ゴット・タレントの優勝者である蛯名健一は彼の演技において幾つかの曲を使い、実際のショーで優勝する過程でOcean PrincessとPromise、For the Winを用いた[23]。
- カルガリー・フレームスは彼らの2011-2012年のシーズン開幕のオープニングビデオにてSons of Warを用いた[24]。
- ロシア人のフィギュアスケート選手・エレーナ・ラジオノワはNeroを2013-2014年のショートプログラムに用いた。
- 2016年リオデジャネイロオリンピックのシンクロ・チーム種目において、ロシアがフリールーティン決勝でArchangelとStrength of a Thousand Menを使用し、金メダルを獲得した[25]。
- Jリーグ・浦和レッドダイヤモンズの本拠地である埼玉スタジアム2002では、煽りVTRにてArchangelを、スターティングメンバー紹介時にProtectors of the EarthとStrength of a Thousand Menを使用している（いずれもアレンジバージョン）。

## ディスコグラフィー

### 一般リリースされているアルバム
※○が付いているアルバムはコンピレーション・アルバム。
- Invincible (2010年) ○
- Archangel (2011年) ○
- Demon's Dance (2012年) ○
- Halloween (2012年) ○
- SkyWorld (2012年)
- Classics Volume One (2013年) ○
- Miracles (2014年) ○
- Colin Frake on Fire Mountain (2014年)
- Battlecry (2015年)
- Classics Volume Two (2015年) ○
- Vanquish (2016年)
- Unleashed (2017年)
- Dragon (2019年)
- Orion (2013年 - 2019年に一般発売 / Michał Cielecki作曲)
- Myth (2022年)
- Live – An Epic Music Experience (2023年)

### 業界向けにリリースされているアルバム
※○が付いているアルバムはコンピレーション・アルバム。
- Volume One (2006年 / 一部の楽曲をTroels Folmann作曲)
- Shadows and Nightmares (2006年)
- Dynasty (2007年 / 一部の楽曲をTroels Folmann作曲)
- All Drums Go to Hell (2007年)
- Pathogen (2007年)
- Nemesis (2007年)
- Dreams & Imaginations (2008年)
- Legend (2008年 / 一部の楽曲をTroels Folmann作曲)
- Ashes (2008年)
- The Devil Wears Nada (2009年)
- Power of Darkness (2010年)
- All Drones Go to Hell (2010年)
- Illumina (2010年)
- Sinners (2010年 / Aleksandar Dimitrijevic作曲)
- Balls to the Wall (2011年 / 一部の楽曲をAlex Pfeffer作曲)
- Faction (2011年 / Brad Rue作曲)
- Nero (2011年 / 一部の楽曲をAlex Pfeffer作曲)
- Heaven (2012年)
- Burn (2012年)
- Solaris (2013年 / Alex Pfeffer作曲)
- Cyanide (2013年)
- Crime Lab (2013年)
- Open Conspiracy (2014年 / 一部の楽曲をHitesh Ceon作曲)
- Quarantine (2014年 / Brad Rue作曲)
- Amaria (2014年)
- Too Big to Fail (2014年)
- Empire (2015年)
- Stronger Faster Braver (2015年)
- Hammerfist (2017年)
- Trapstar (2018年)
- Landscapes (2020年)
- Greatest Hits Remastered (2020年) ○
- Neon Nights (2020年 / 一部の楽曲をØivind Rosvold作曲)
- Mind Tracer (2020年 / Hitesh Ceonとの合同作曲)
- Daybreak (2020年)
- Chaos Theory (2020年 / Alex Pfeffer作曲)
- Insurgent (2021年 / Hitesh Ceonとの合同作曲)

### Anthology シリーズ
※全て一般リリース。内容は既にリリースされたアルバムの一般販売化及び既存曲の別バージョン。
- Battlecry Anthology (2015年)
- Nero Anthology (2017年)
- Heaven Anthology (2017年)
- Power of Darkness Anthology (2017年)
- Illumina Anthology (2018年)
- Legend Anthology (2019年 / 一部の楽曲をTroels Folmann作曲)
- Dreams & Imaginations Anthology (2020年)

### 日本限定で販売されているアルバム
※全てコンピレーション・アルバム。
- Legacy (2015年)
- Impossible (2018年)

### シングル
※全て一般リリース。
- Stay (2014年)
- Christmas Medley (2015年)
- Singles (2023年 / 複数のリリース)

### ボックス・セット
※業界向けにリリース。
- Two Steps from Hell (2008年)

### 書籍に付属されているサウンド・トラック
- Colin Frake on Fire Mountain (2014年 / 書籍版)
- Colin Frake - Asclepius (2017年)

### メンバーがソロ名義でリリースしているアルバム
※○が付いているアルバムは業界向けにリリース。
- 300 Years Later (2005年 / ニック・フェニックスとBTによるコラボアルバム) ○
- Illusions (リリース前の題名は『Nemesis II』) (2011年 / トーマス・バーガーセン)
- Speed of Sound (2013年 / ニック・フェニックス)
- Sun (2014年 / トーマス・バーガーセン)
- American Dream (2018年 / トーマス・バーガーセン)
- Seven (2019年 / トーマス・バーガーセン)
- Catch Me (2020年 / トーマス・バーガーセン) ○
- Humanity - Chapter I (2020年 / トーマス・バーガーセン)
- Humanity - Chapter II (2020年 / トーマス・バーガーセン)
- King of One (2021年 / ニック・フェニックス)
- Humanity - Chapter III (2021年 / トーマス・バーガーセン)
- Humanity - Chapter IV (2021年 / トーマス・バーガーセン)
- Wide World (2022年 / ニック・フェニックス)
- Humanity - Chapter V (2023年 / トーマス・バーガーセン)
- Humanity - Chapter VI (20??年 / トーマス・バーガーセン)
- Humanity - Chapter VII (20??年 / トーマス・バーガーセン)

### 音楽以外を収録したアルバム
※効果音や着信音など。
- Trailer Tools Volume 1-7 (2015年)
- Two Steps from Hell: Ringtones (2016年)